# January Jones
January Kristen Jones (Sioux Falls, 5 de janeiro de 1978) é uma atriz norte-americana, mais conhecida por seu papel como Betty Draper em Mad Men (2007-2015), pela qual foi indicada ao Globo de Ouro de melhor atriz em série dramática e ao Emmy do Primetime de melhor atriz em série dramática.
Interpretou Melissa Chartres na série de televisão de comédia da Fox, The Last Man on Earth (2015–2018)  e Emma Frost em X-Men: First Class (2011).

## Filmografia

### Cinema
| Ano  | Título                                  | Papel             |
| ---- | --------------------------------------- | ----------------- |
| 1999 | It's the Rage                           | Janice Taylor     |
| 2001 | The Glass House                         | Girl              |
| 2001 | Bandits                                 | Claire/Pink Boots |
| 2002 | Taboo                                   | Elizabeth         |
| 2002 | Full Frontal                            | Tracy             |
| 2003 | Anger Management                        | Gina              |
| 2003 | American Wedding                        | Cadence Flaherty  |
| 2003 | Love Actually                           | Jeannie           |
| 2004 | Dirty Dancing: Havana Nights            | Eve               |
| 2005 | The Three Burials of Melquiades Estrada | Lou Ann Norton    |
| 2006 | Swedish Auto                            | Darla             |
| 2006 | We Are Marshall                         | Carole Dawson     |
| 2009 | The Boat That Rocked                    | Elenore           |
| 2011 | Unknown                                 | Elizabeth Harris  |
| 2011 | X-Men: First Class                      | Emma Frost        |
| 2011 | Seeking Justice                         | Laura Gerard      |
| 2013 | Sweet Vengeance                         | Sarah             |

### Televisão
| Ano       | Título                  | Papel            | Notas                                                         |
| --------- | ----------------------- | ---------------- | ------------------------------------------------------------- |
| 1999      | Sorority                | Number One       | Filme Televisivo                                              |
| 1999      | Get Real                | Jane Cohen       | Episódio: "Pilot"                                             |
| 2002      | In My Life              | Diane St. Croix  | Filme televisivo                                              |
| 2004      | Love's Enduring Promise | Missie Davis     | Filme televisivo                                              |
| 2005      | Huff                    | Marisa Wells     | - Episódio: "The Good Doctor" - Episódio: "The Sample Closet" |
| 2007–2015 | Mad Men                 | Betty Francis    |                                                               |
| 2008      | Law & Order             | Kim Brody        | Episódio: "Quit Claim"                                        |
| 2015–2018 | The Last Man on Earth   | Melissa Chartres |                                                               |
| 2019      | The Politician          |                  | 3 episódios                                                   |
| 2020      | Spinning Out            | Carol Baker      | Futura série de televisão                                     |